# Palazzo Zanchini-Corbinelli
Palazzo Zanchini-Corbinelli, poi Ridolfi, è un edificio storico del centro di Firenze, situato in via Maggio 13 angolo via Sguazza, nel quartiere di Oltrarno. Il palazzo appare nell'elenco redatto nel 1901 dalla Direzione Generale delle Antichità e Belle Arti, quale edificio monumentale da considerare patrimonio artistico nazionale.

## Storia

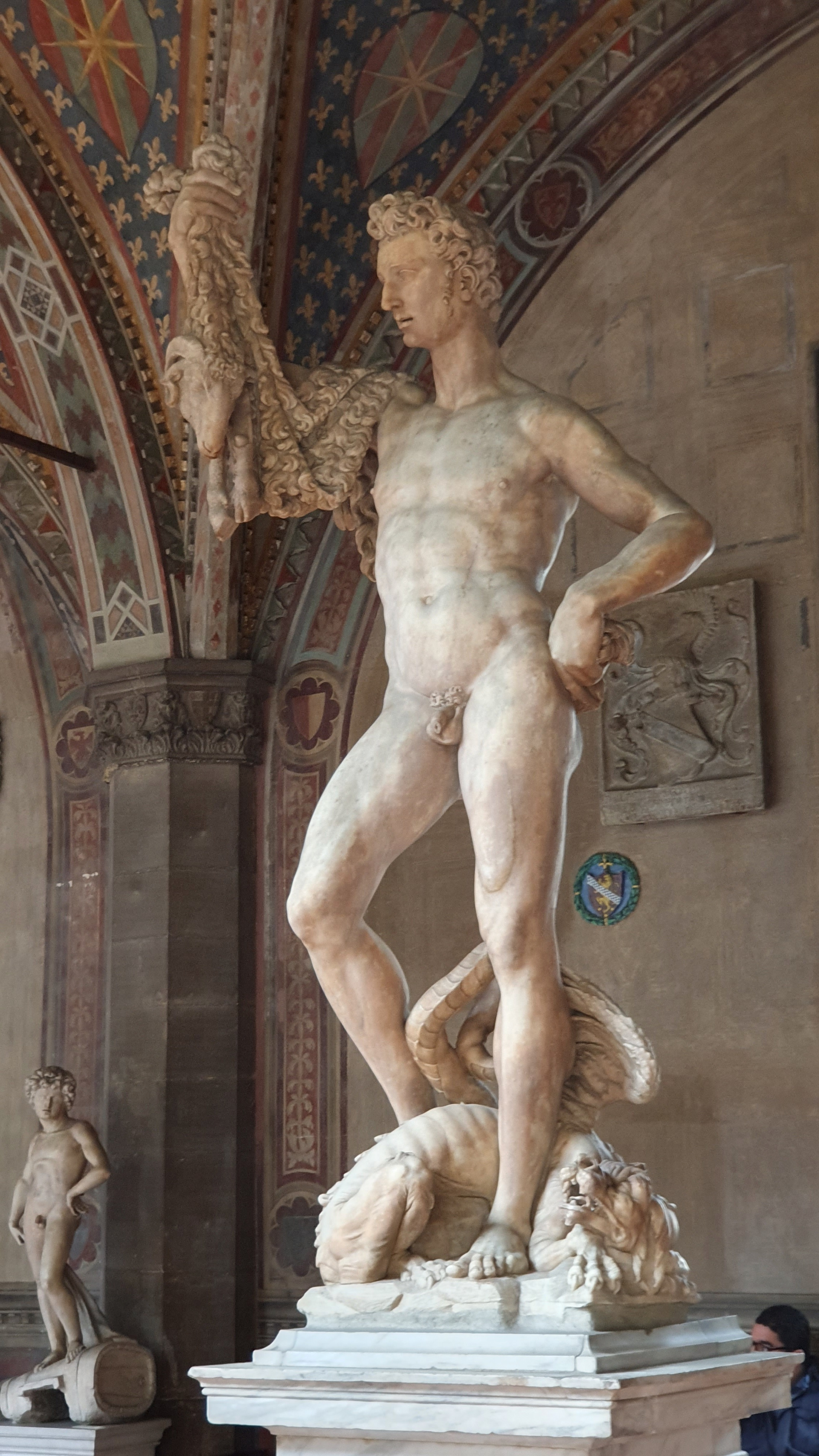
Giasone di Pietro Francavilla (1549), proveniente dal palazzo e oggi al Museo del Bargello

L'attuale edificio fu costruito su due antiche case di proprietà dei Corbinelli, riunite in data imprecisata e ancora registrate come tali nelle decime granducali dell'anno 1561. I dati del censimento ordinato dal duca Cosimo I dieci anni prima ci dicono tra l'altro della consistenza numerica delle famiglie che vi risiedevano: quella di Bernardo di Raffaello Corbinelli formata da due maschi, un servitore e due serve; quella di Francesco di Pio Battista Corbinelli con tre maschi, due femmine, tre servitori e due serve; l'ultima di Silvestro di Andrea Corbinelli con un maschio, due femmine, un servitore e una serva. 
L'intera proprietà passò dopo il 1561 ai Sangalletti e quindi fu comprata nel 1583 dagli Zanchini da Castiglionchio. Giovan Battista, Tesoriere della Marca per la Curia pontificia, grazie alle notevoli disponibilità economiche, intervenne sull'edificio con imponenti opere, trasformandolo nell'attuale palazzo, il cui progetto è attribuito a Santi di Tito. Nel 1589 egli commissionò per il cortile del palazzo un Giasone a Pietro Francavilla, oggi al Museo del Bargello.
Nella seconda metà del Settecento questo fu ridotto a locanda fino a che, dopo altri passaggi di proprietà (negli anni di Federico Fantozzi apparteneva ai Briganti), nel 1843 il marchese Cosimo Ridolfi, già proprietario del palazzo contiguo (al numero 15), lo acquistò per ampliare gli spazi della sua residenza e renderla più consona all'importanza della casata. 
Per quanto riguarda le vicende conservative del Novecento si segnala il restauro della facciata nell'estate del 1909, con ampio uso di pietra artificiale e, nel 1933, del cortile. Al 1982 risale il rifacimento degli intonaci su via Sguazza e al 1997 un ulteriore restauro del fronte principale. 
In un appartamento del palazzo abitò dal 1935 lo scrittore e giornalista Alberto Carocci.. L'l'Istituto per l'Arte e il Restauro Palazzo Spinelli qui ha parte dei suoi laboratori e corsi.

## Descrizione

### Esterno

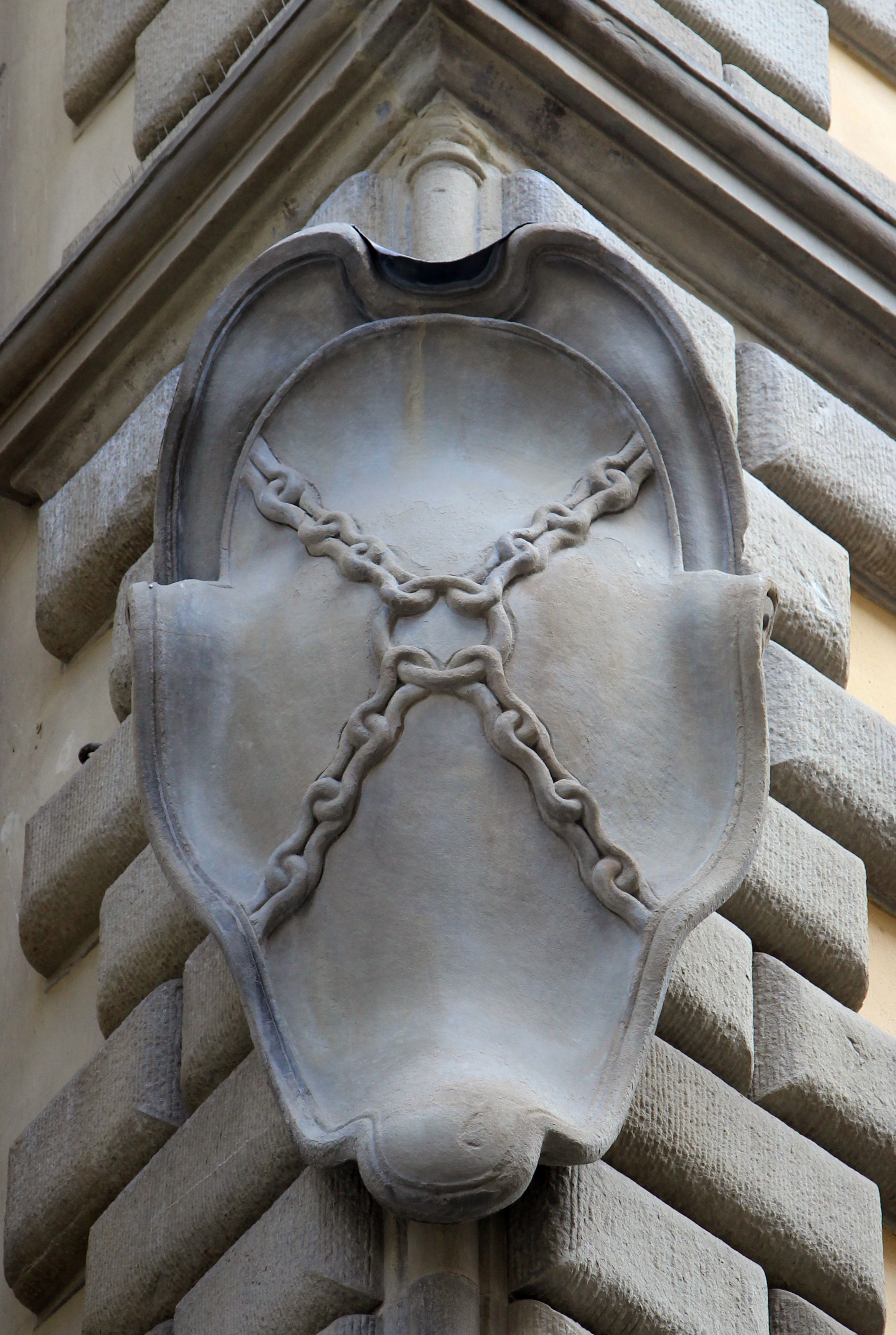
Stemma Zanchini sulla cantonata

Al di là degli interventi succedutisi nel tempo, il palazzo si mostra ancora essenzialmente nelle forme assunte alla fine del Cinquecento, quando il senatore Giovan Battista Zanchini ne promosse la ricostruzione, affidandosi presumibilmente all'architetto Santi di Tito, indicato come autore della fabbrica dallo stesso Filippo Baldinucci, sebbene alcuni studi moderni ne ricondurrebbero il progetto a Giovanni Antonio Dosio.
Il prospetto è organizzato su tre alti piani per sei assi, il che comporta un decentramento del portone al quarto asse. Bugne a rilievo incorniciano sia il portone sia le finestre ad arco del piano nobile, mentre all'ultimo piano le bozze sono a filo dell'intonaco. Tutte le finestre sono state parzialmente tamponate per ottenere più modeste bucature rettangolari. Vicino al portale del palazzo si trova una placca marmorea col nome "Briganti" e il numero unico dell'edificio (1876) secondo il modo preunitario, come è in uso ancora oggi in città come Venezia.
Il canto di via Sguazza è segnato da bozze poste a pettine e reca, poco al disotto del ricorso dell'ultimo piano, l'arme degli Zanchini da Castiglionchio (qui senza smalti, ma d'argento, a quattro catene d'azzurro moventi dai quattro angoli dello scudo e riunite in cuore per un anello dello stesso). Su quella via è stato anche allestito un piccolo monumento a Lisa Gherardini, ritenuta la modella della Gioconda di Leonardo da Vinci, che sarebbe nata proprio in questa strada in un edificio di proprietà Corbinelli sul quale fu eretto il palazzo (potrebbe altresì essere anche il palazzo Michelozzi dirimpetto). Si tratta di una riproduzione in gesso a rilievo del celeberrimo quadro, incorniciata e posta in una mostra in pietra di una finestra tamponata, sotto cui è stata apposta una placca:
| IN QUESTA CASA NEL QUARTIERE DI SAN FREDIANO IL 15 GIUGNO 1479 NASCEVA MONNALISA GHERARDINI DETTA 'LA GIOCONDA' CHE ISPIRO' IL RITRATTO PIU' CELEBRE AL MONDO DEL GENIO FIORENTINO 'LEONARDO DA VINCI'. NOI CITTADINI DI SANTO SPIRITO POSIAMO QUESTO TABERNACOLO IN SUO ONORE AFFINCHE' IL SUO RITORNO NEI LUOGHI D'INFANZIA SIA MOTIVO DI GIOIA PER LEI E PER I FIORENTINI TUTTI OGGI 15 GIUGNO 2013 OPERA DELL'ARTISTA Franco Bini |

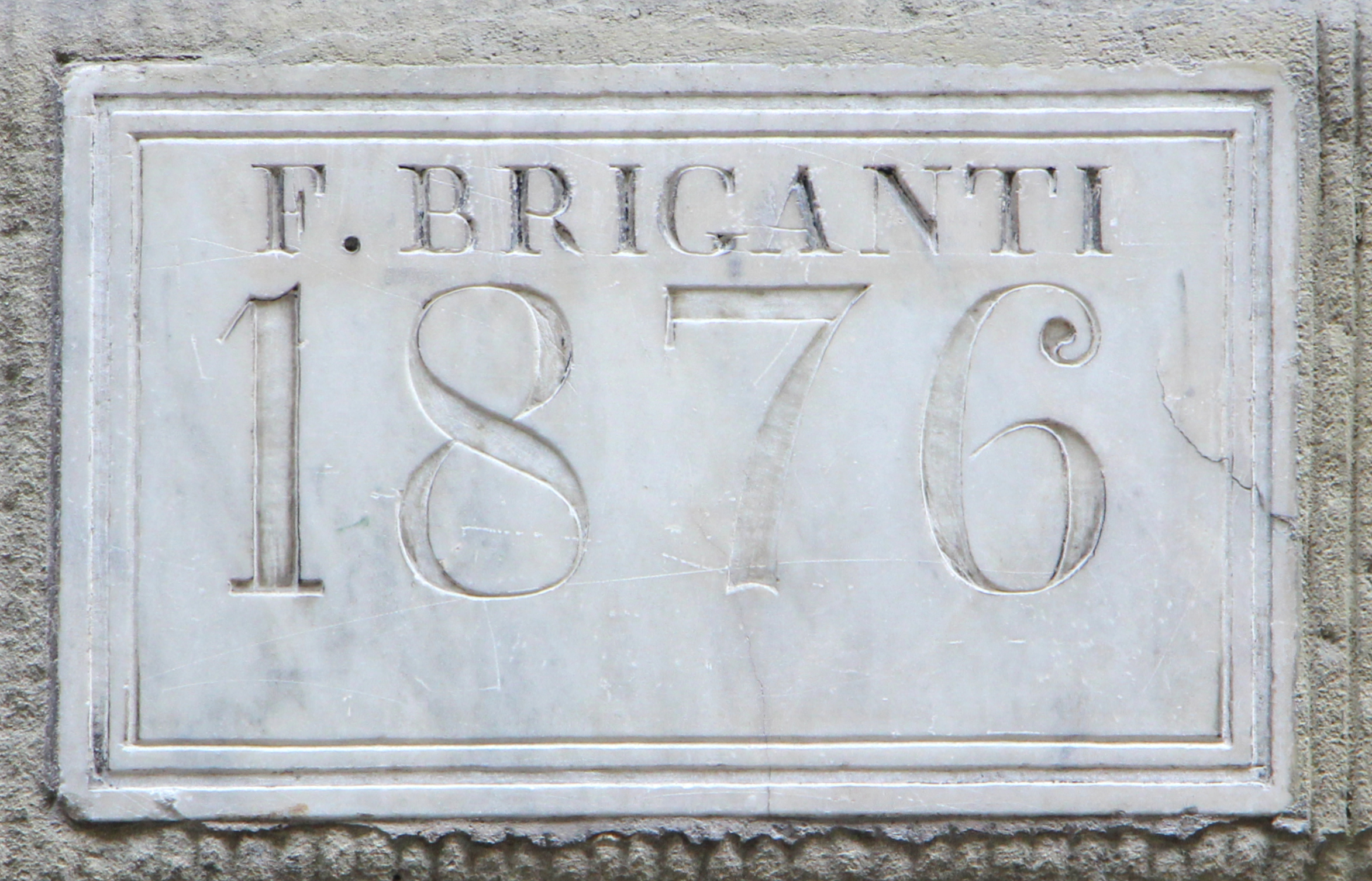
Placca con antica numerazione napoleonica
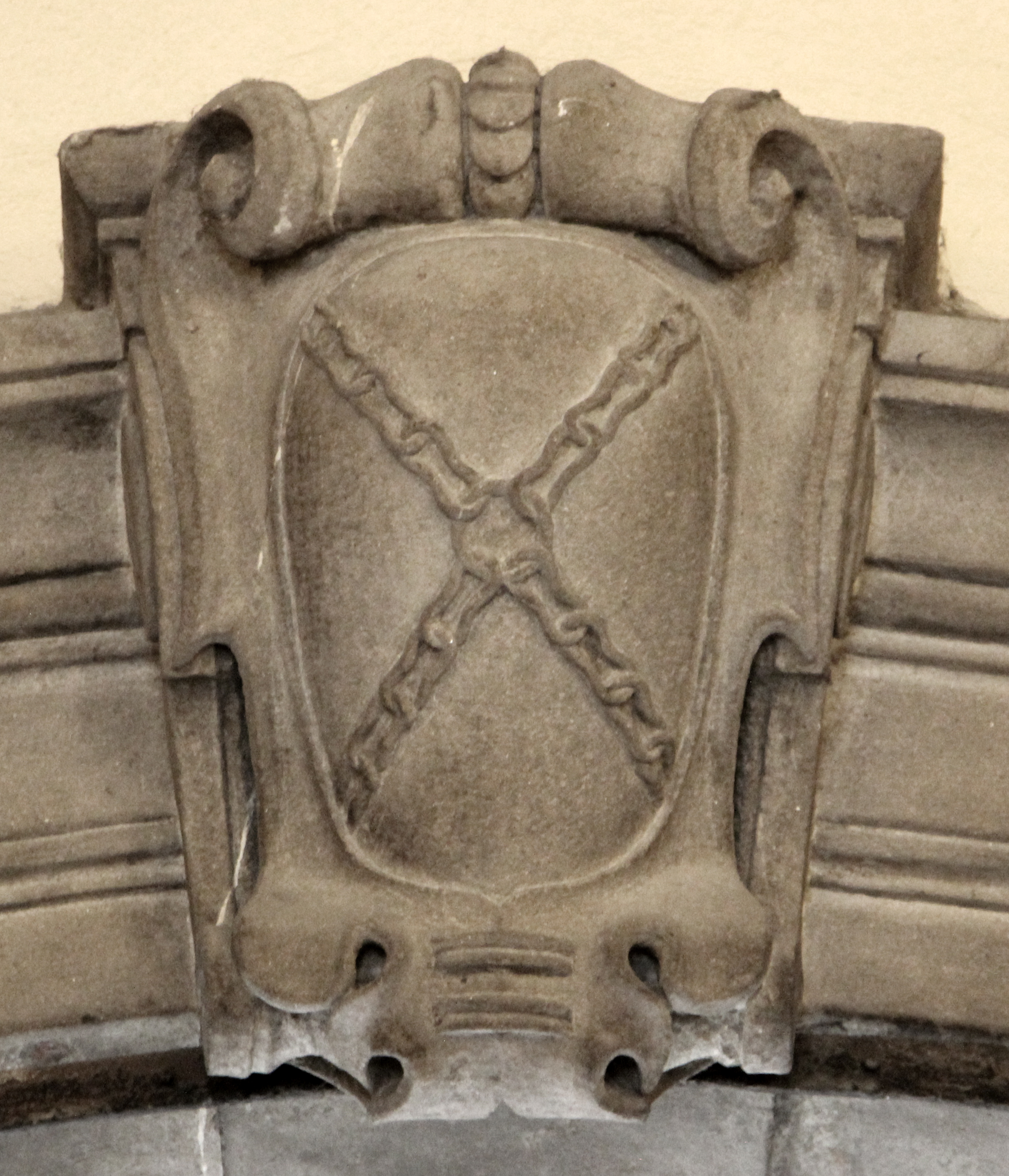
Stemma Zanchini nell'androne
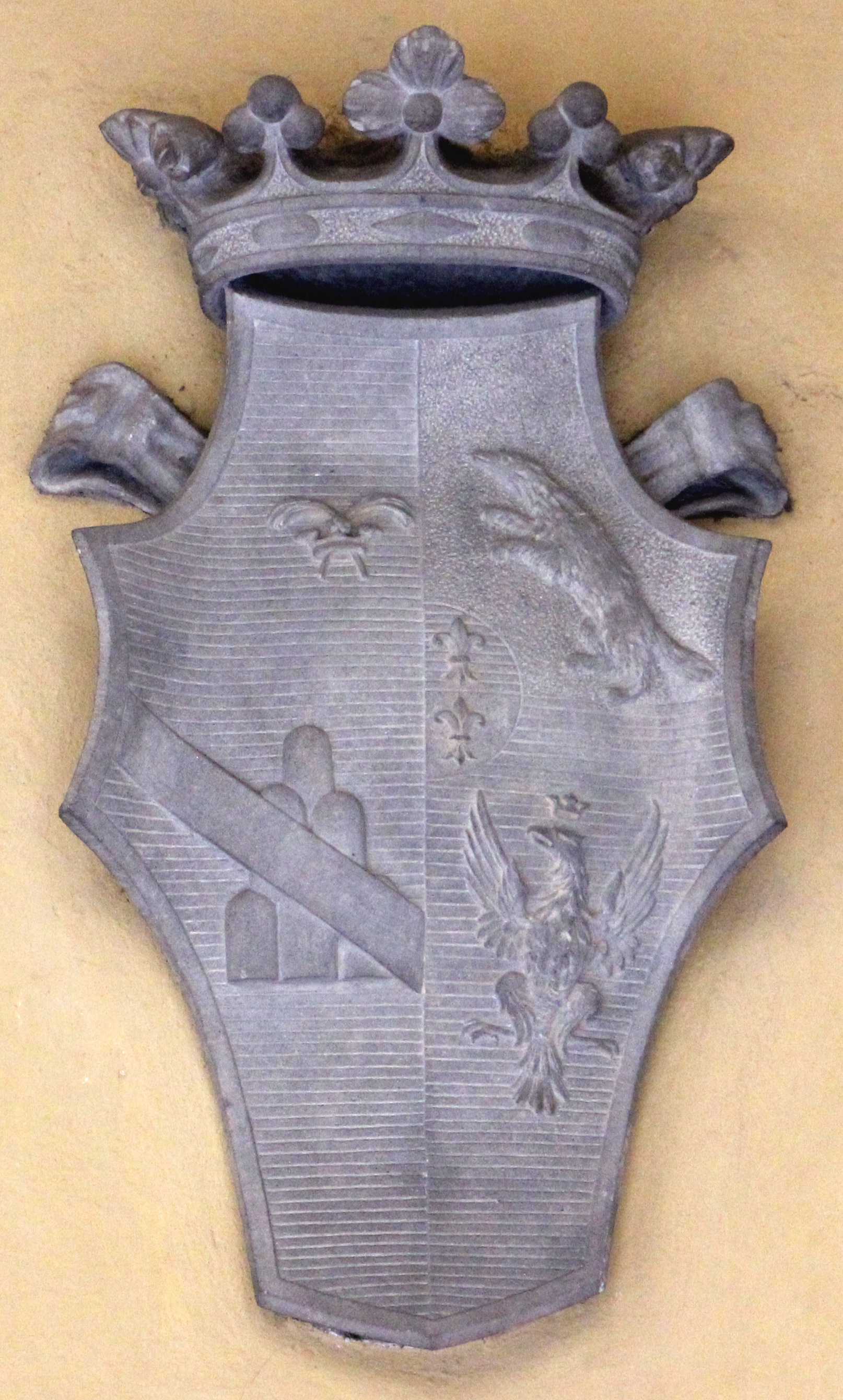
Stemma Ridolfi nell'androne
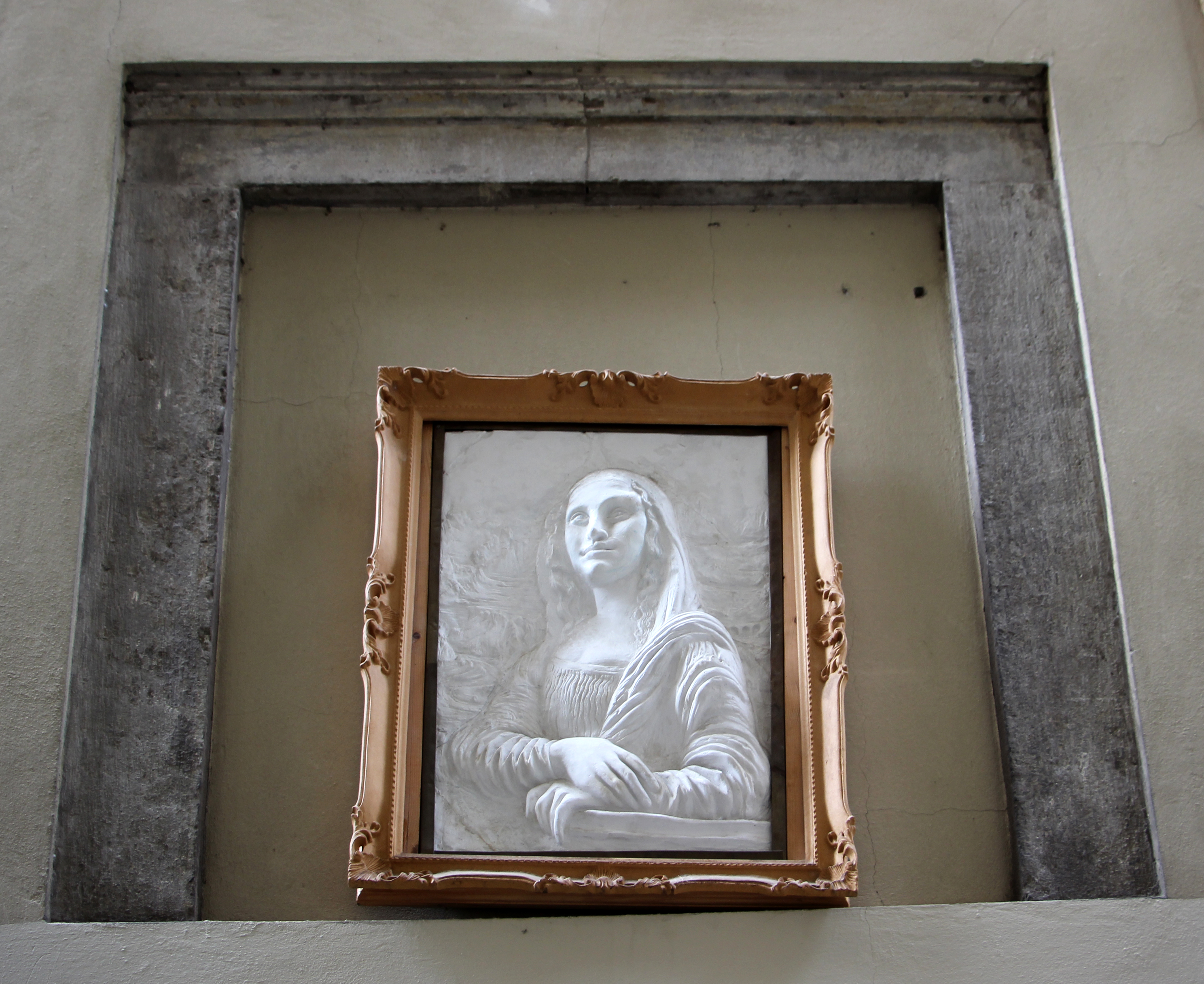
Monumento a Lisa Gherardini (la Gioconda)

### Cortile

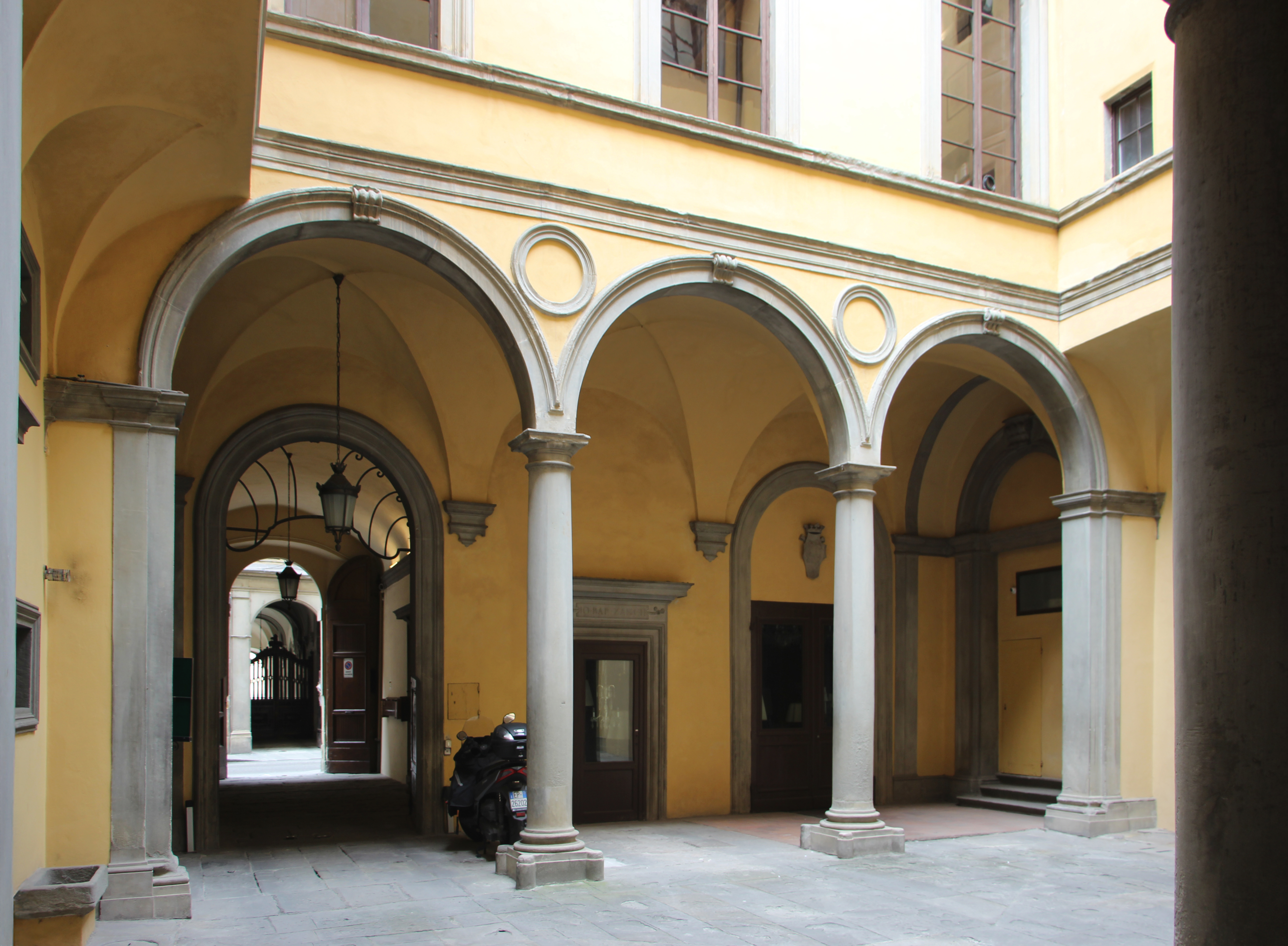
Il cortile porticato

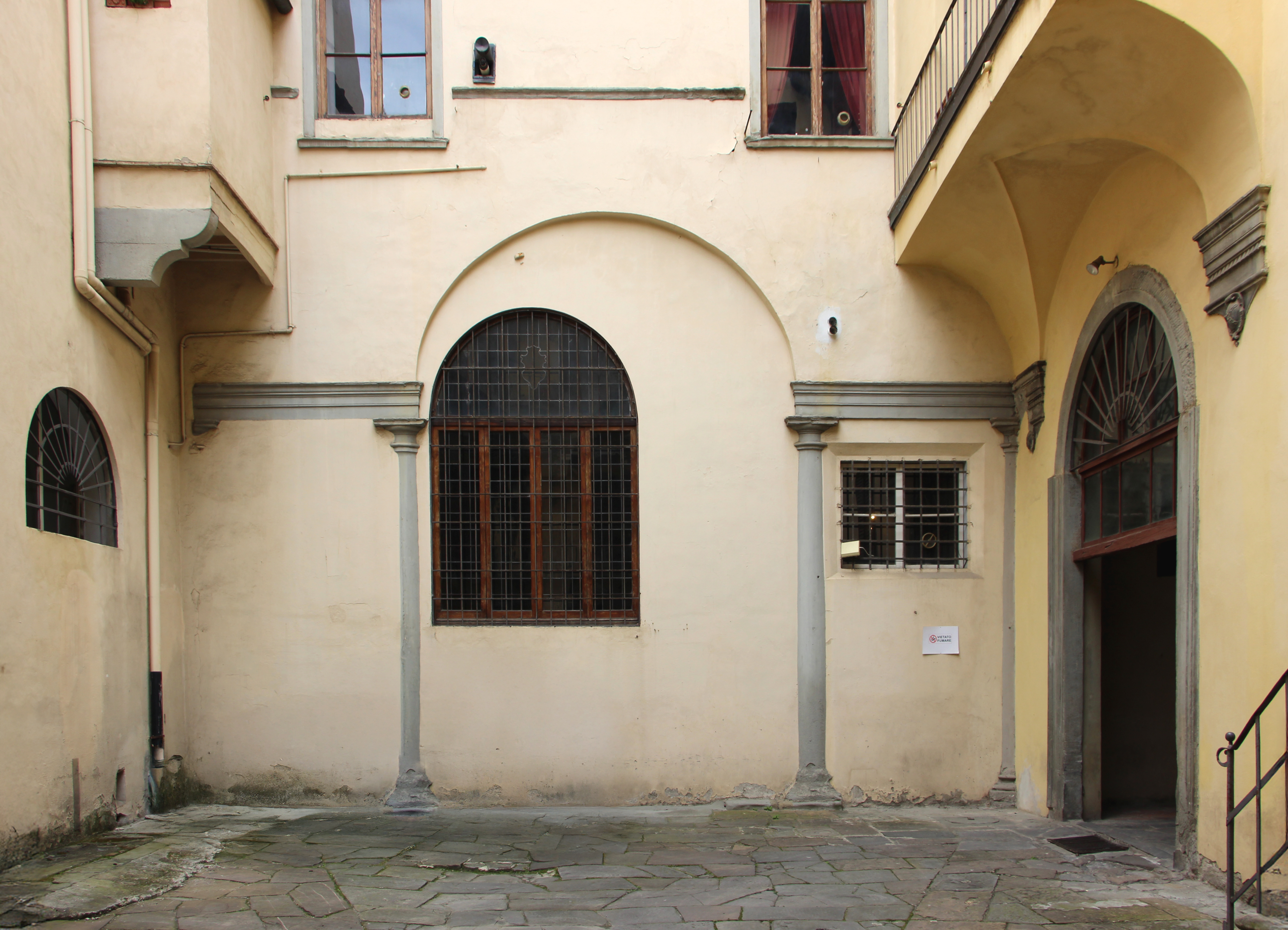
Serliana del secondo cortile

Oltrepassando il portone, al piano terreno numerose porte architravate mostrano una cartella lineare in rilievo con il nome del committente, e all'interno si apre un elegante cortile. Le sue forme classiche potrebbero richiamare l'epoca dei Corbinelli, ma è più probabile che il cortile sia stato progettato dallo stesso Santi di Tito, intenzionato a seguire la tradizione rinascimentale. Il grande porticato che lo costeggia su due lati ripropone un elemento comune ad altri cortili precedenti, come quelli dei palazzi Salviati e Ginori. Nello specifico, il porticato accanto all'androne d'ingresso presenta una copertura a volte a crociera, mentre quello sul lato opposto è solitamente più profondo e termina con una volta a botte arricchita da lunette. 
Oltre il lato più interno si apre una seconda corte con un arco cieco in pietra, che forma la sagoma di una serliana (a spiegare anche l'ipotesi a suo tempo avanzata che il cortile inglobi più antiche preesistenze). Si tratta di un esempio emblematico di quella ripresa di rigore classicista tra a fine del Cinquecento e i primi del Seicento che, cancellando le sperimentazioni proprie dell'età della Maniera, si ricollega a una misura più strettamente rinascimentale, ricongiungendosi alla lezione data, ad esempio, da Baccio d'Agnolo, piuttosto che dell'estroso Bernardo Buontalenti.

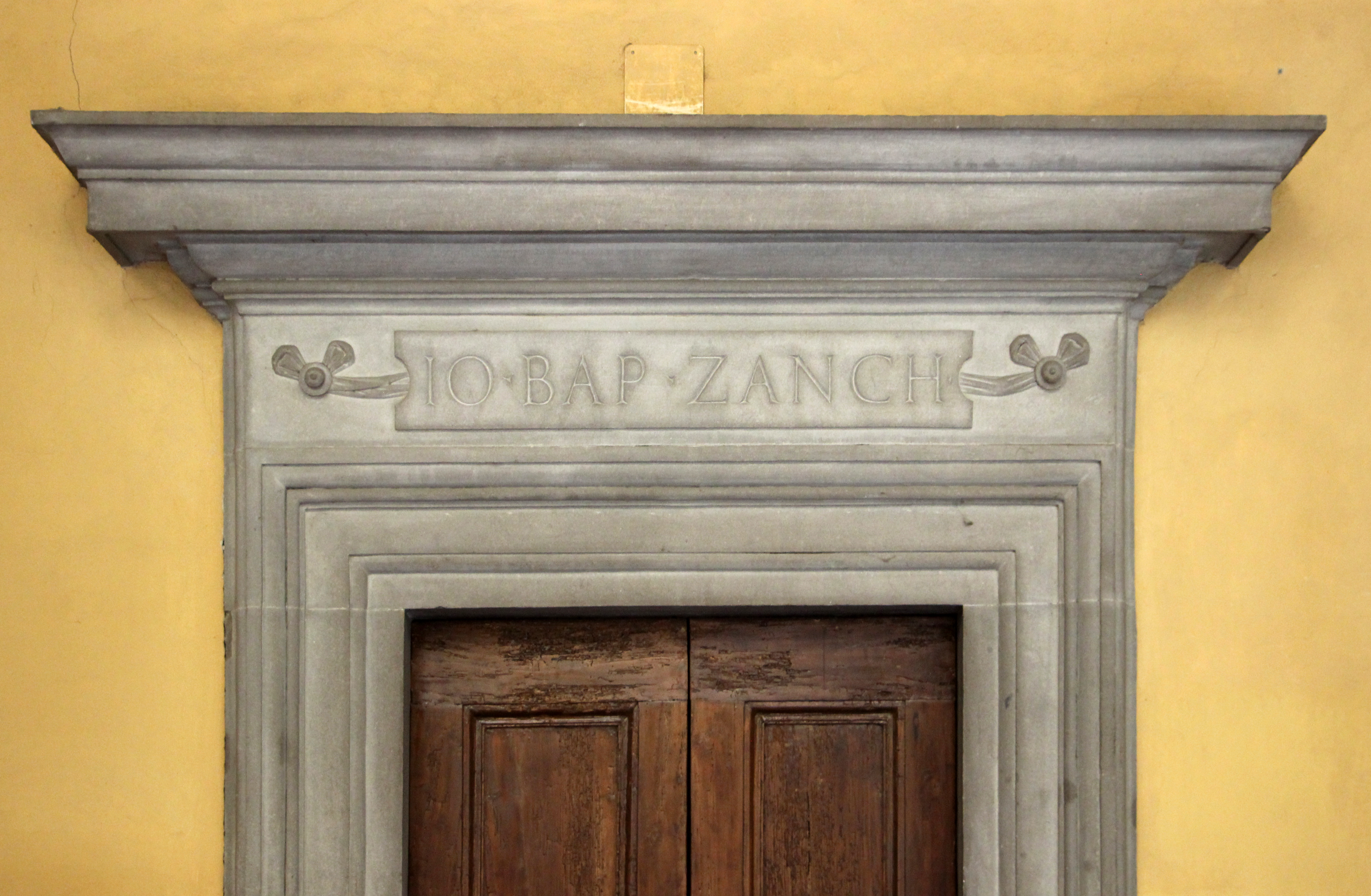
Portale con siglia «IO · BAP · ZANC» di Giovanni Battista Zanchini
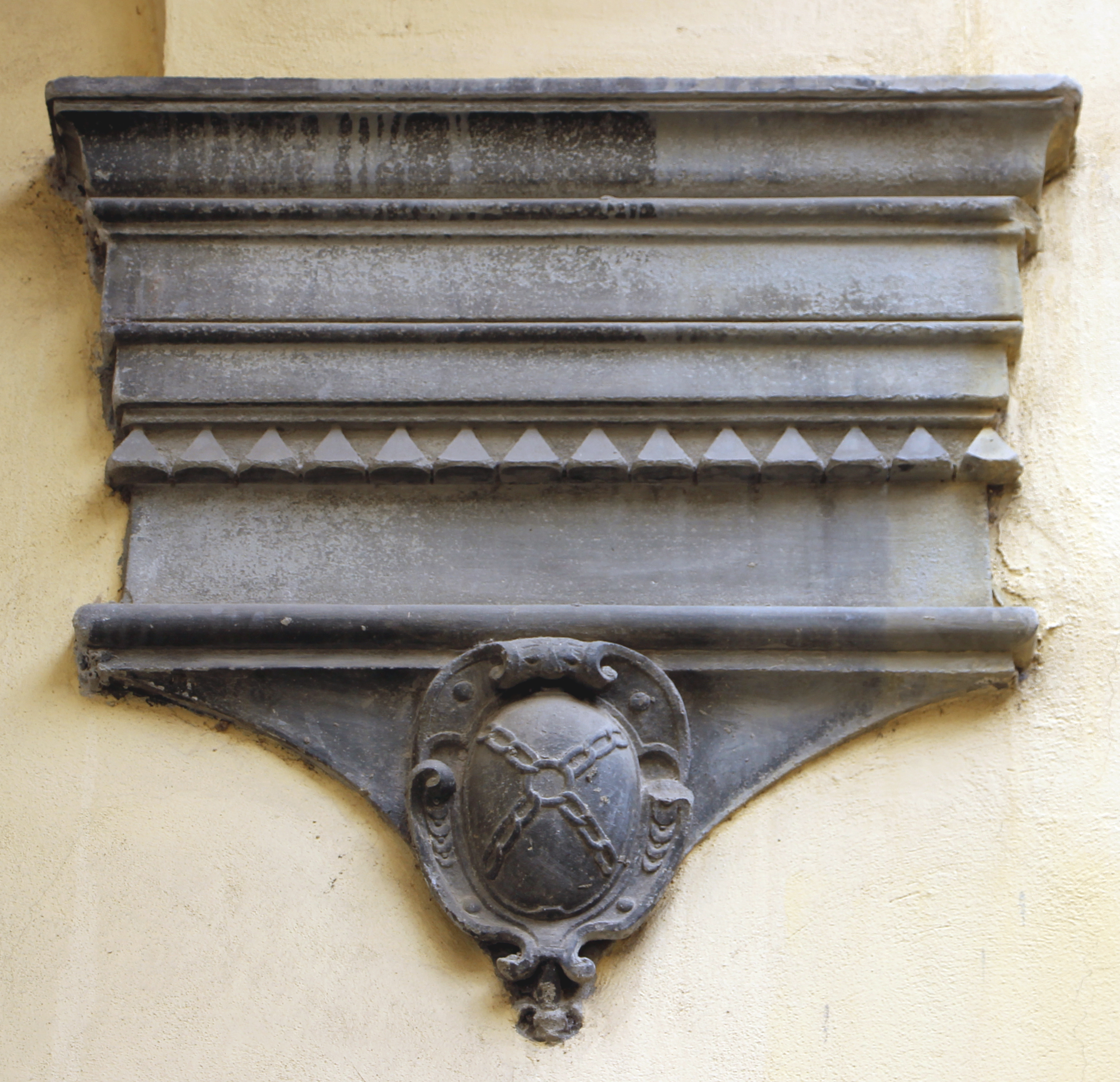
Peduccio con stemma Zanchini
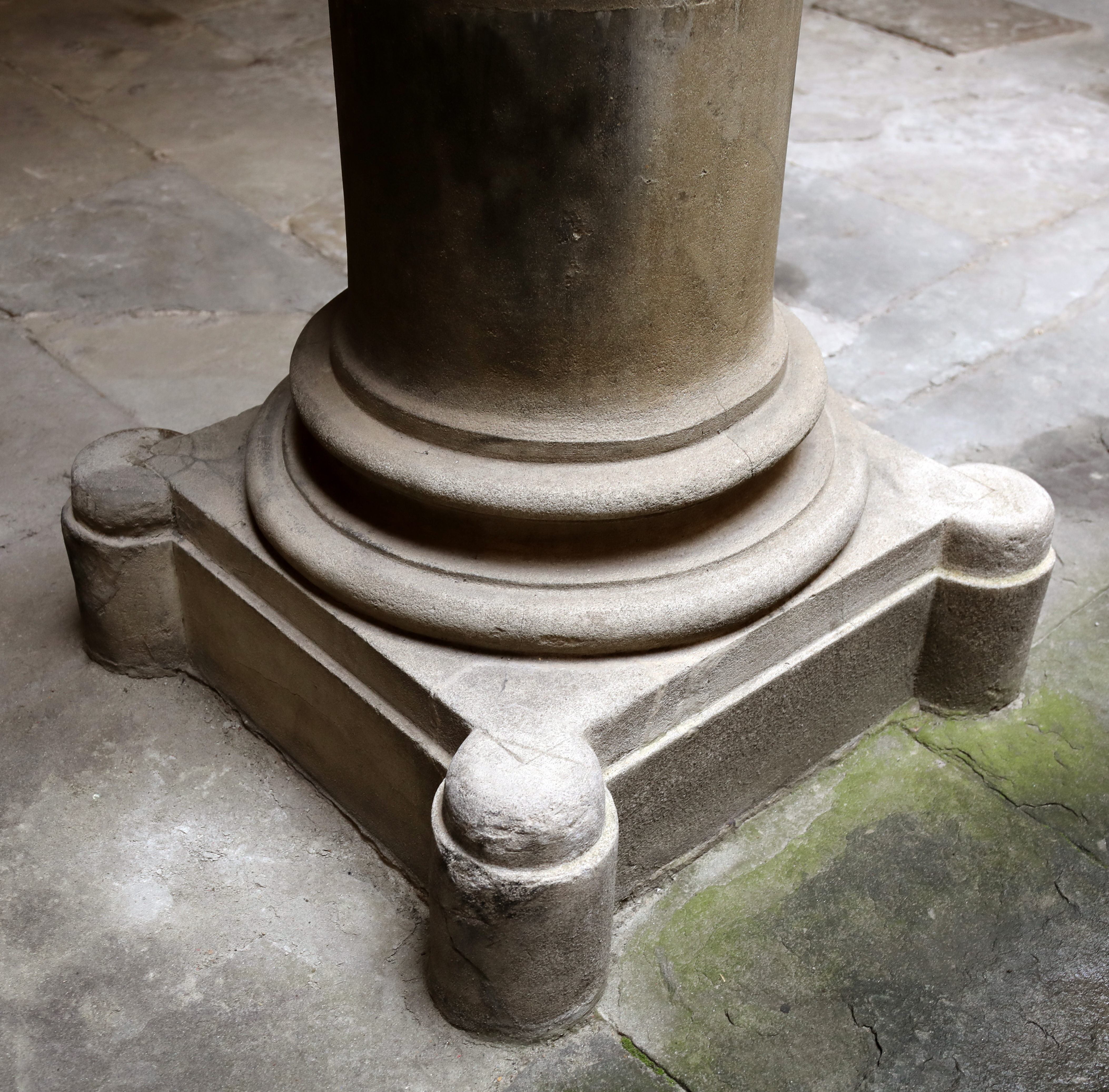
Base di colonna del cortile

### Interno
Negli interni si segnalano alcuni arredi ed elementi antichi, quali un lavabo con l'arme dei Corbinelli, alcuni camini con stemmi Medici e Della Gherardesca (forse provenienti dal mercato antiquario), e alcune maniglie con lo stemma o la "R" di Cosimo Ridolfi.  

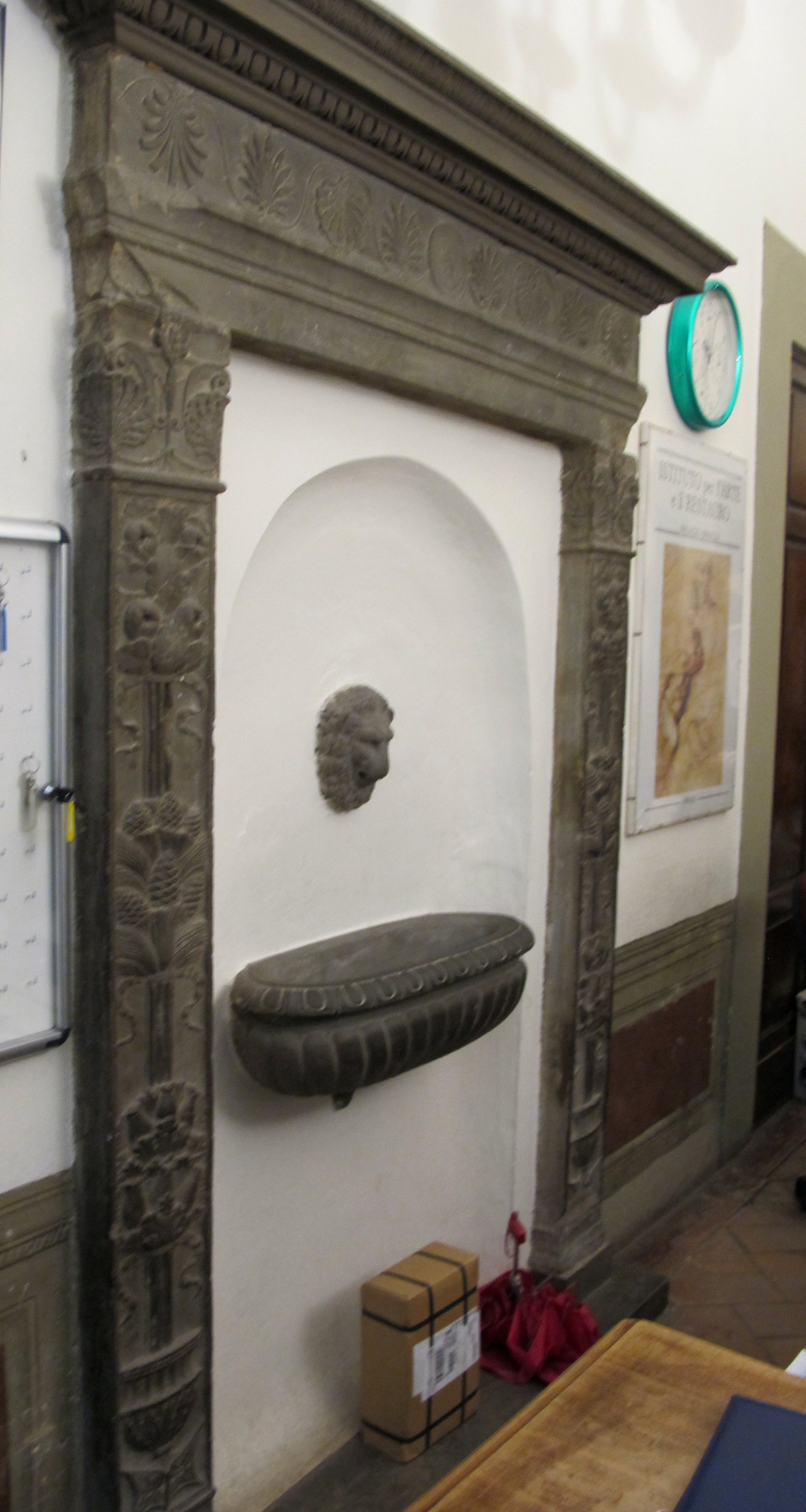
Lavabo con stemma Corbinelli
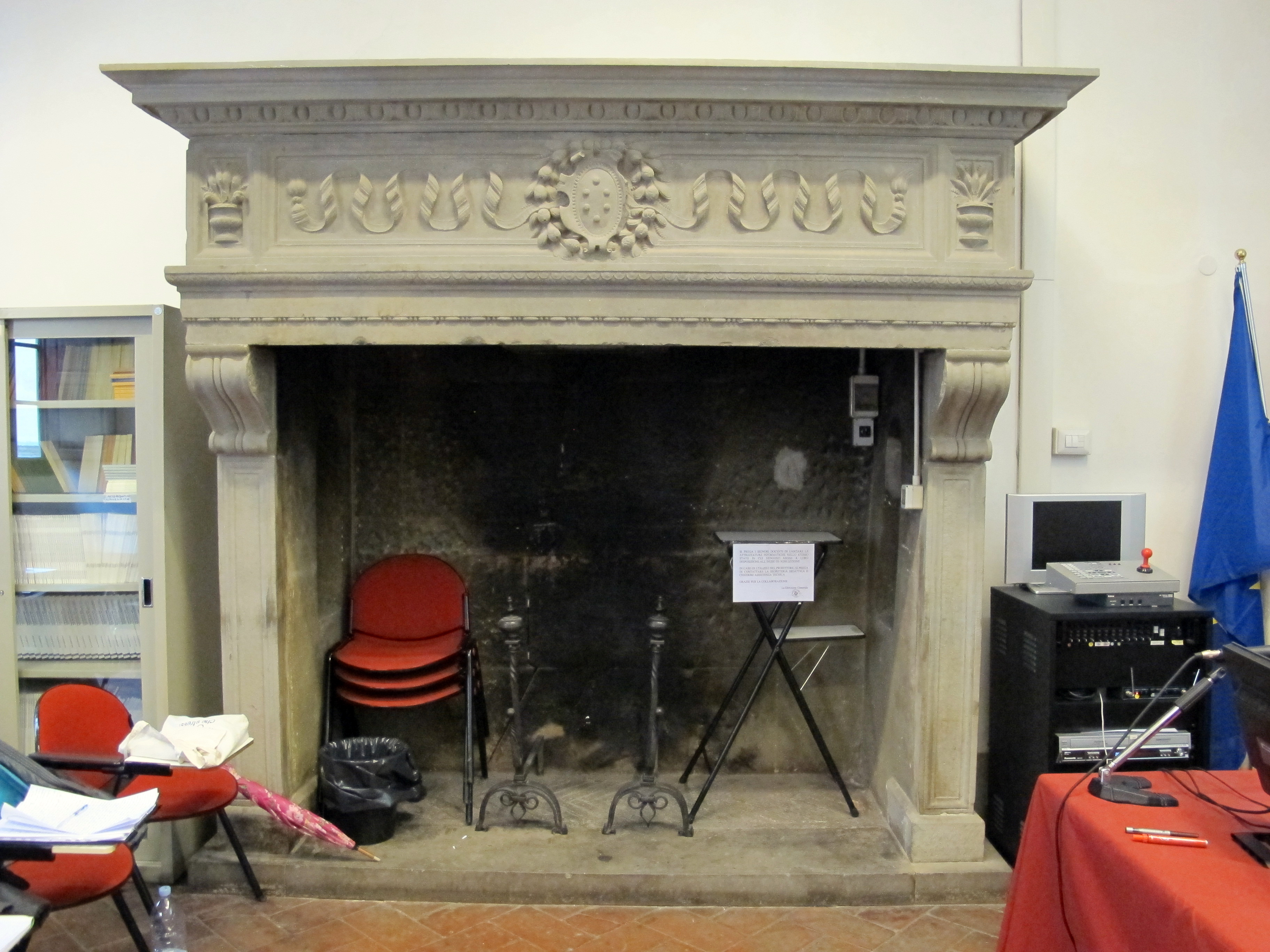
Camino con stemma Medici
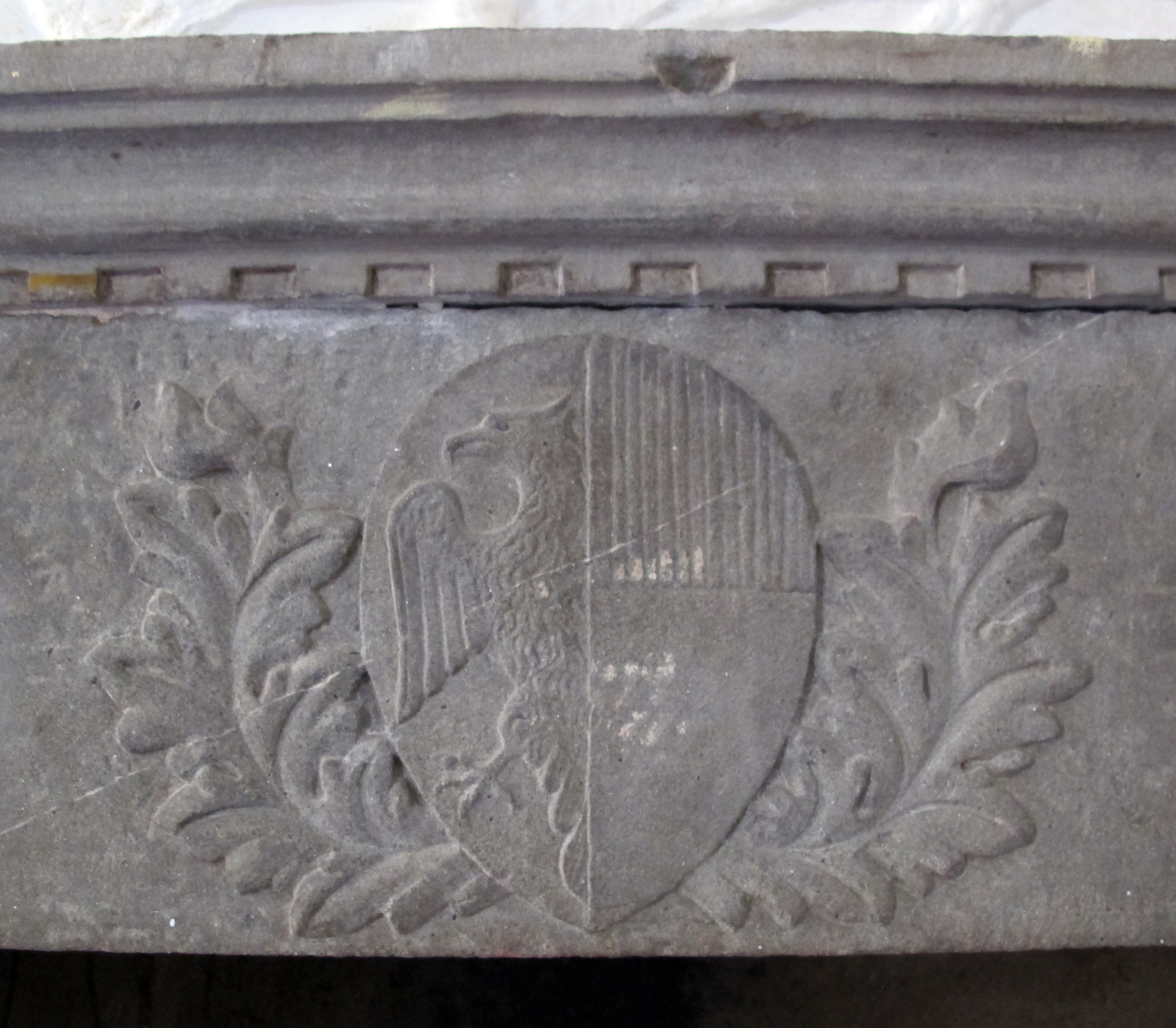
Camino con stemma Della Gherardesca
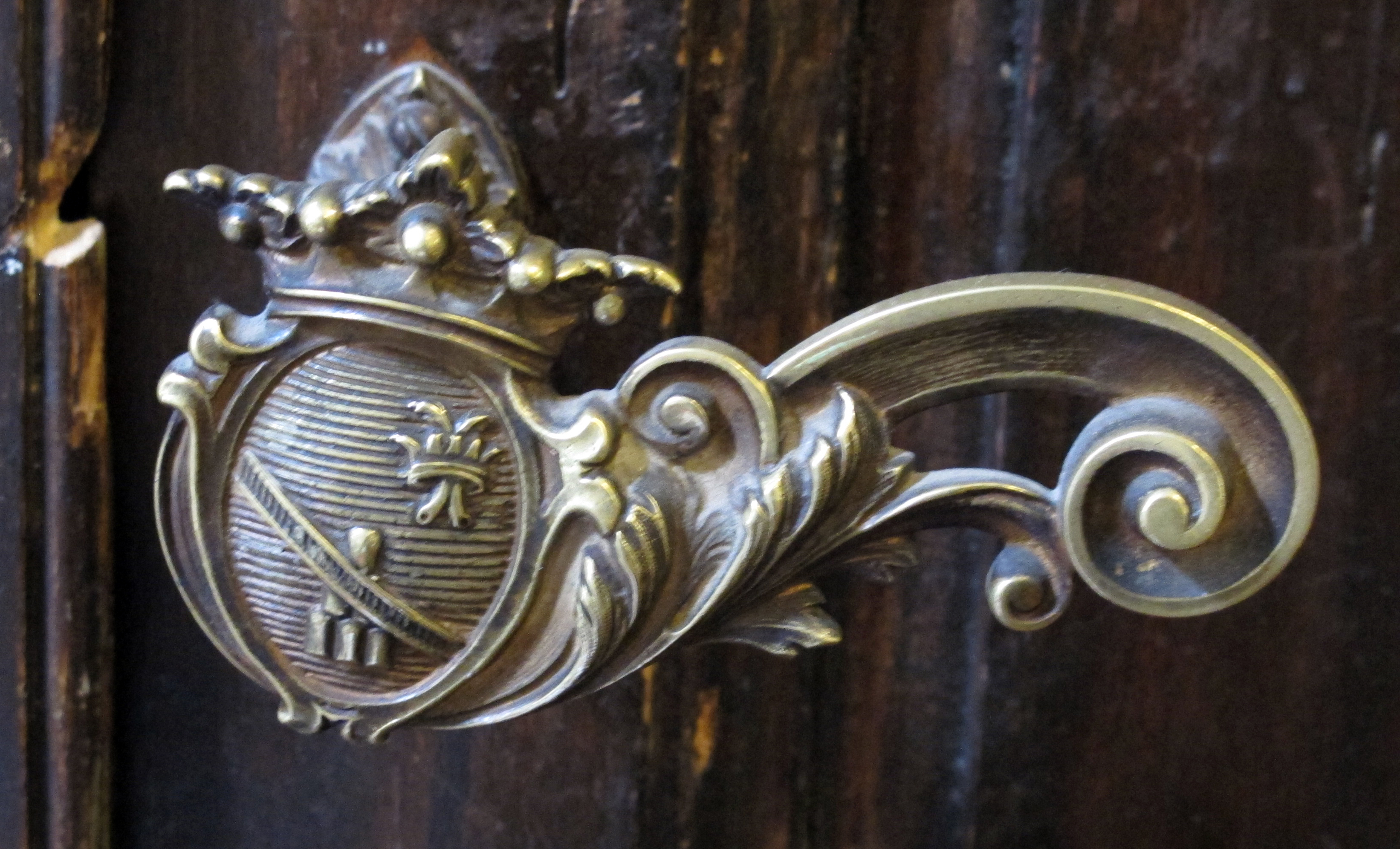
Maniglia con stemma Ridolfi
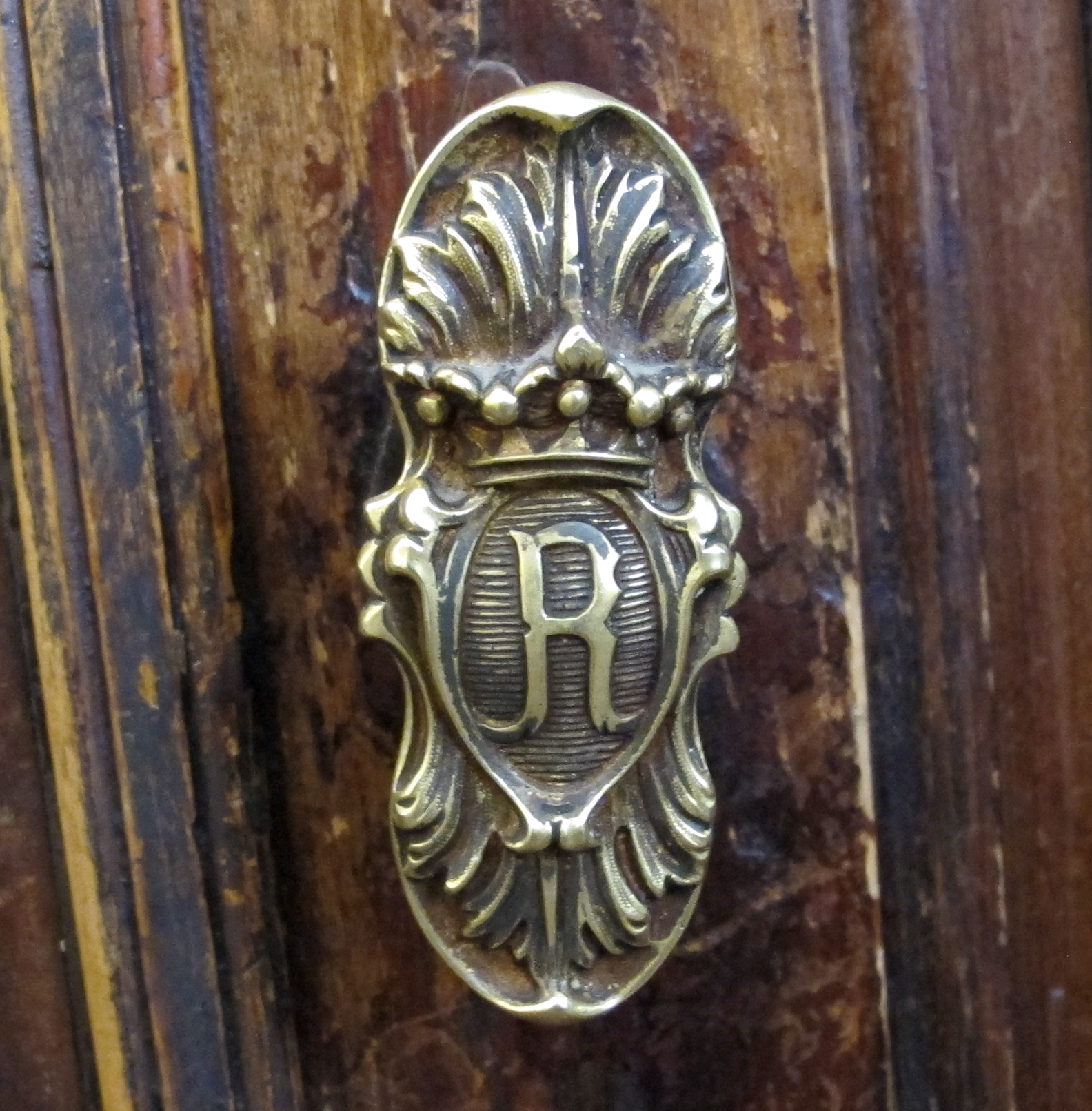
Maniglia con "R" di Ridolfi

### Cappella gentilizia

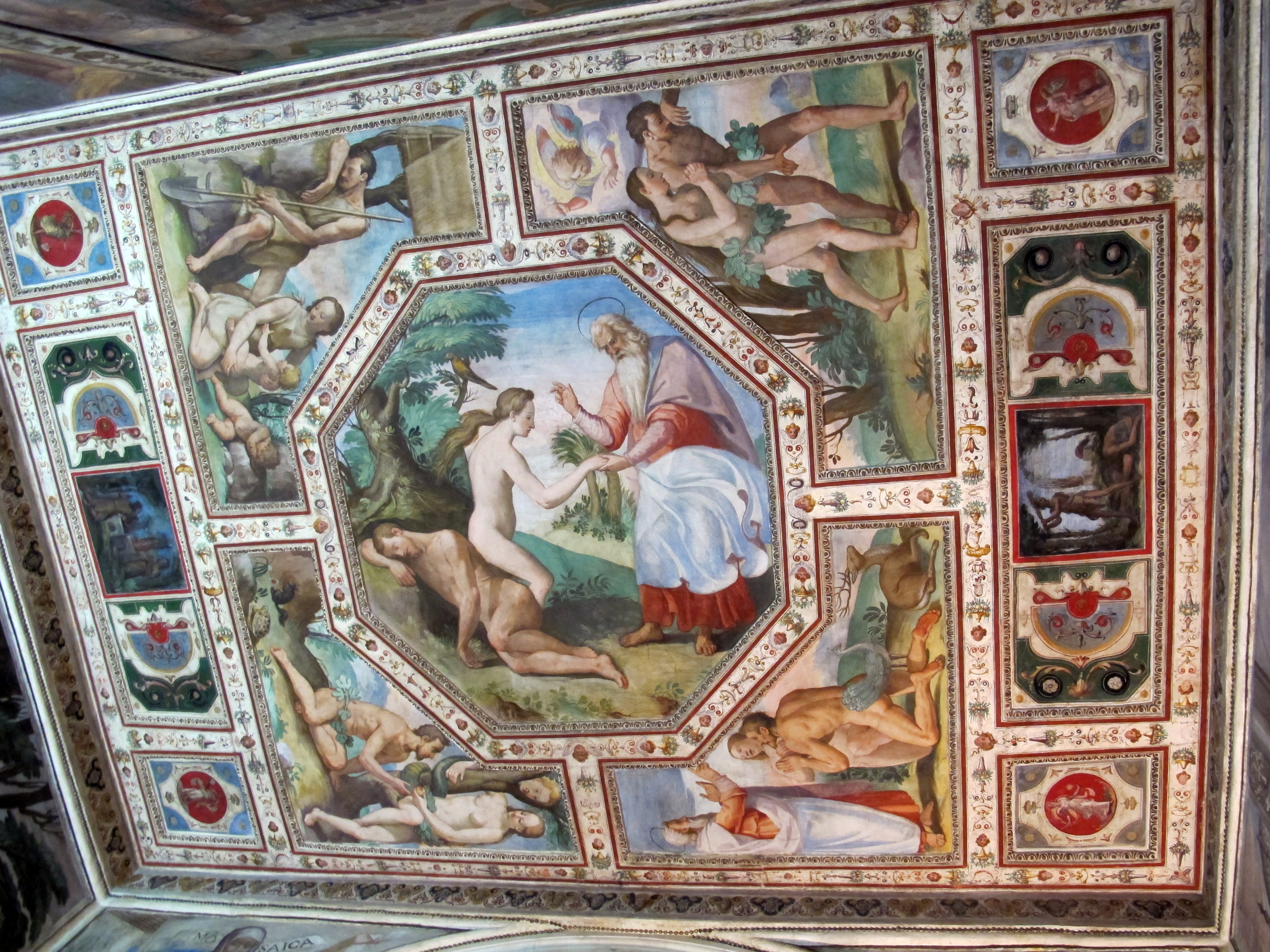
Benedetto Veli, Storie di Adamo ed Eva, nella cappella del palazzo

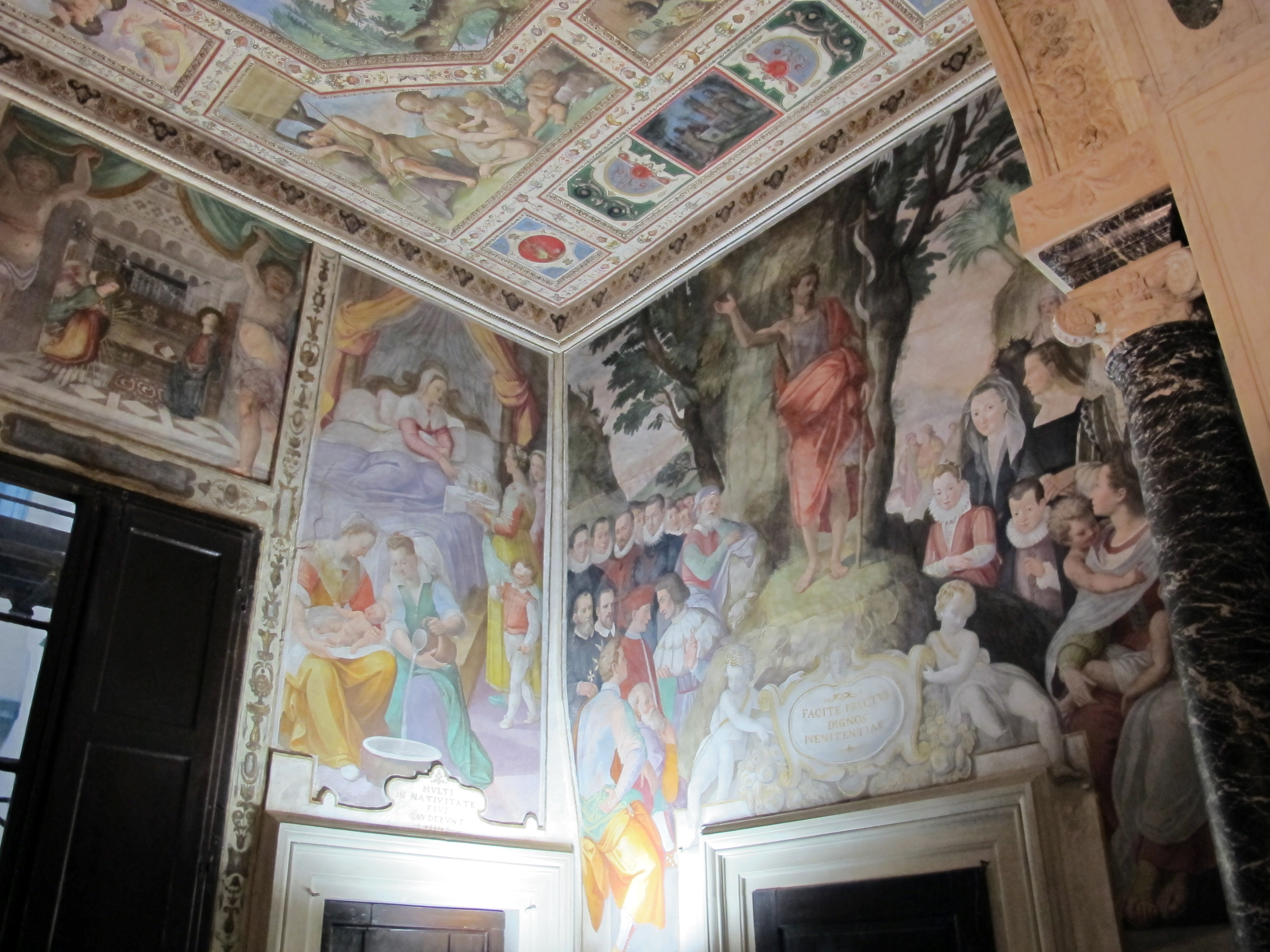
Storie del Battista

Soprattutto importante è la  cappella, dedicata a san Giovanni Battista, eponimo del committente Giovan Battista Zanchini, edificatore dello stesso palazzo, la cui decorazione affrescata dell'interno, notevole esempio dello stile pittorico riformato a Firenze, è stata restaurata nel 2006 dall'Istituto per l'Arte e il Restauro Palazzo Spinelli. La cappella ha perduto la pala d'altare, che si trovava nel presbiterio che è oggi è l'ingresso abituale ad essa, e nel quale è ancora in parte l'antica cornice di stucco della pala. L'antico, unico ingresso era quello timpanato e contraddistinto dalla scritta "Sacellum".
La volta è affrescata con cinque Storie di Adamo ed Eva al centro e, ai lati, due più piccole scene dalla Genesi (Sacrificio di Caino e Abele e l'Uccisione di Abele da parte di Caino) affiancati da riquadri con grottesche. Sulle pareti sono dipinte Storie di san Giovanni Battista: l'Annuncio a Zaccaria, la Visitazione, la Natività di san Giovanni, al di sopra della finestra un'Annunciazione, derivata dal celebre e venerato affresco dell'Annunziata e, intorno a una finta porta che si apre in un armadio a muro, la Predica alle folle. Gli affreschi sono riferiti a Benedetto Veli, che mostra un linguaggio chiaro, composto, fondato sulla grande accuratezza disegnativa e su un luminismo limpido e meridiano, discendente dall'esempio di Santi di Tito a cui si aggiunge una resa morbida degli incarnati. Alcune rigidità e alcuni schematismi fanno pensare poi ad una collaborazione con il meno dotato fratello Cesare. 
Il presbiterio non è decorato a fresco ma con tempera grassa, incorniciata da sfarzosi stucchi dorati e parzialmente policromi, una maniera decorativa che il committente avrà potuto apprezzare nelle Marche dove è piuttosto frequente e dove aveva appunto vissuto. Al centro della volta è un Padre Eterno con Angeli e ai lati Angeli musicanti. La pittura meno plastica e più morbida, con un cromatismo accordato su toni spesso acidi, è diversa da quella sulle altre pareti della cappella. Le lettere "G N", insieme ad una "B" rinvenute nel riquadro centrale potrebbe riferirsi al nome dell'autore che potrebbe essere Giuliano Biagi, allievo fiorentino di Giovan Battista Paggi. La pala d'altare, dispersa, rappresentava probabilmente un Battesimo di Cristo, il cui autore non è stato ancora identificato.
Il tema degli affreschi è quello della Salvezza, svolta a partire dalle Storie di Adamo ed Eva, sviluppata nell'esempio delle Storie del Precursore sulle pareti, e infine conclusa nella piccola scarsella dell'altare, dove la Legge Mosaica e la Legge evangelica sull'arcone introducono al tabernacolo dell'altare dove si celebra l'Eucarestia. La decorazione è anche una celebrazione familiare e dinastica, come si vede dai ritratti che appaiono nell'Annuncio a Zaccaria e soprattutto nella Predica dove sono ritratti diversi personaggi della casata: Lapo da Castiglionchio con la cappa di ermellino dei giuristi e le sue Allegationes in mano; accanto, in lucco rosso, Lapo il Giovane o Piero da Castiglionchio, il primo ad adottare il cognome Zanchini; l'uomo calvo con la mano sulla barba bianca nell'angolo sinistro in basso è invece Giovanni di Piero Zanchini, il primo a trasferirsi a Firenze; sempre a sinistra, dietro il possibile Lapo il giovane sono due figli di Giovanni: Giulio, con la cappa da spedalingo di Santa Maria Nuova e la croce dell'Ordine di Malta e Bernardo, pievano di San Lorenzo a Miransù presso Castiglionchio; dietro di loro è Giovan Battista Zanchini, con la croce rossa di cavaliere dell'Ordine di Santo Stefano e con i suoi figli. A destra sono le donne della famiglia: vi è probabilmente Lucrezia Bini madre di Giovan Battista e le sue due mogli Maddalena da Sommaia e Camilla Ricasoli, oltre ad altri figli.

## Note

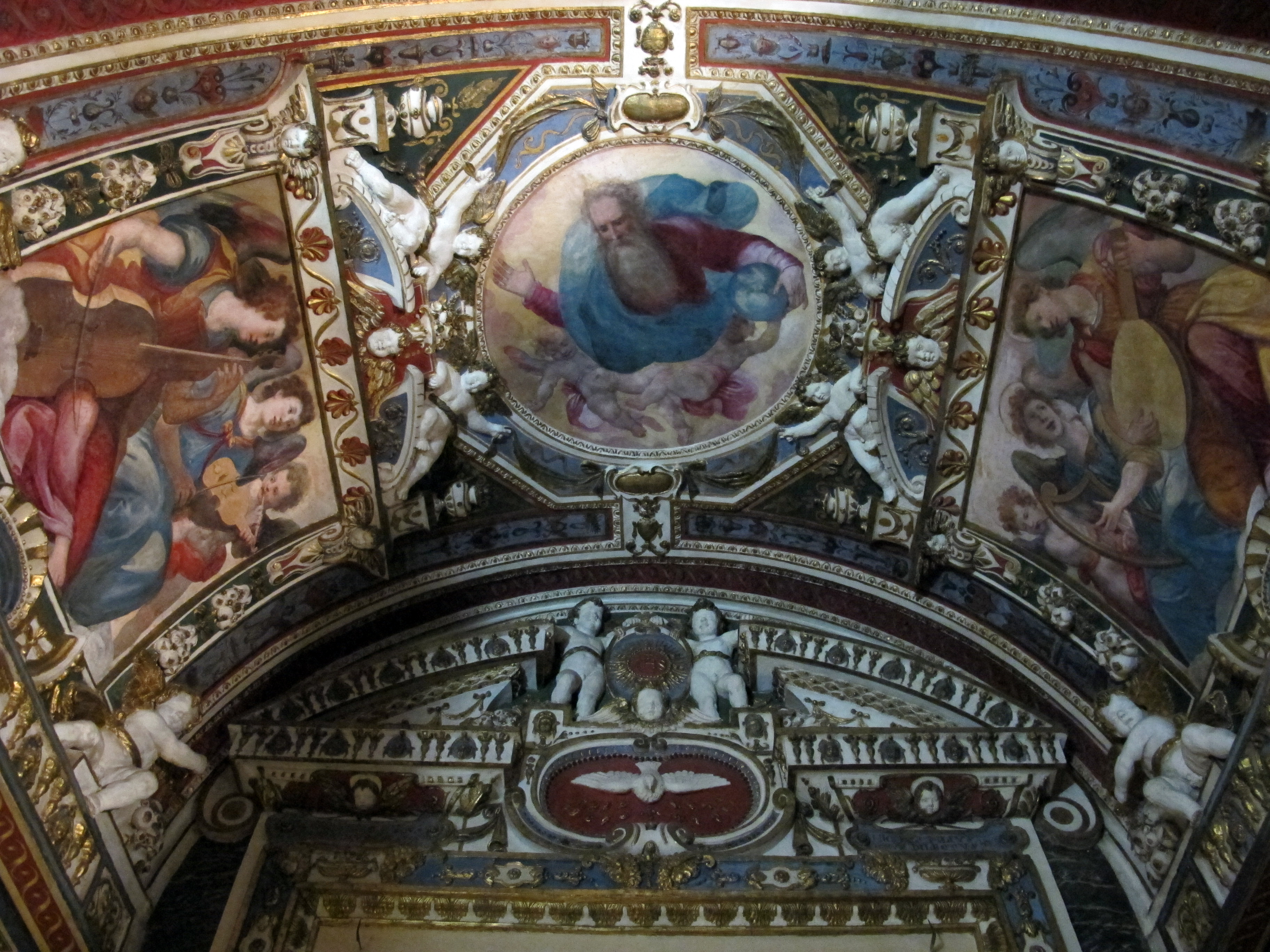
Padre Eterno tra angeli

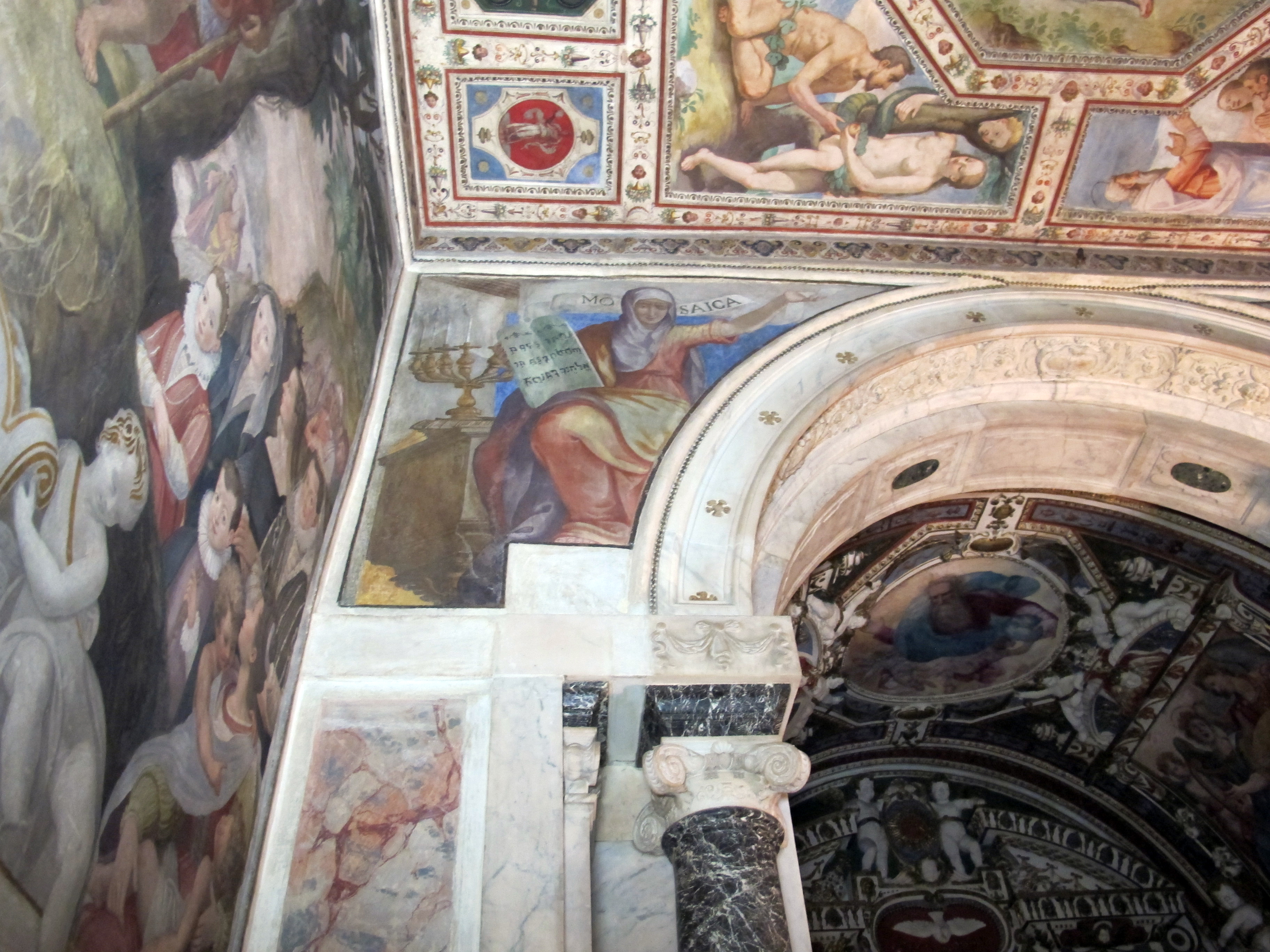
La Legge mosaica